# 桥湾镇
桥湾乡，是中华人民共和国四川省达州市达川区下辖的一个乡镇级行政单位。

## 行政区划
桥湾乡下辖以下地区：
街道社区、永穆村、隧洞村、龙山村、钟山村、郑沟村、南庙村、围岗村、插旗村、香炉村、瑶坪村、印盒村、走马村、陈余村、云顶村、白鹤村、亮垭村、碑梁村、石土地村社区村、文家村和倒虹村。